# Пектораль «нижня» (срібна монета)
«Пектора́ль „ни́жня“» — срібна пам'ятна монета номіналом 10 гривень, випущена Національним банком України. Присвячена унікальному шедевру стародавнього ювелірного мистецтва з незвичайними високохудожніми образами з життя та міфології скіфів — золотій нагрудній прикрасі скіфського царя, що датується IV ст. до н. е. Пектораль, яка має місяцеподібну форму і складається з трьох ярусів: нижній — звірі, середній — квіти, верхній — люди, і донині викликає подив та захоплення детальністю зображень усіх елементів: вирізьблено кожен м'яз, ворсинку, складочку одягу тощо. Знайдена 1971 року в скіфському кургані Товста Могила на Дніпропетровщині українським археологом Борисом Мозолевським пектораль стала символом елітної спадщини України світового значення. Монета входить до набору, що має форму ромба.
Монету введено в обіг 23 грудня 2019 року. Вона належить до серії «Духовні скарби України».

## Опис та характеристики монети
| Номінал грн. | Метал            | Маса, грам | Діаметр, мм. | Якість виготовлення       | Гурт    | Тираж, штук |
| ------------ | ---------------- | ---------- | ------------ | ------------------------- | ------- | ----------- |
| 10           | срібло 999 проби | 31,1       | чотирикутна  | спеціальний анциркулейтед | гладкий | 4 000       |

### Аверс

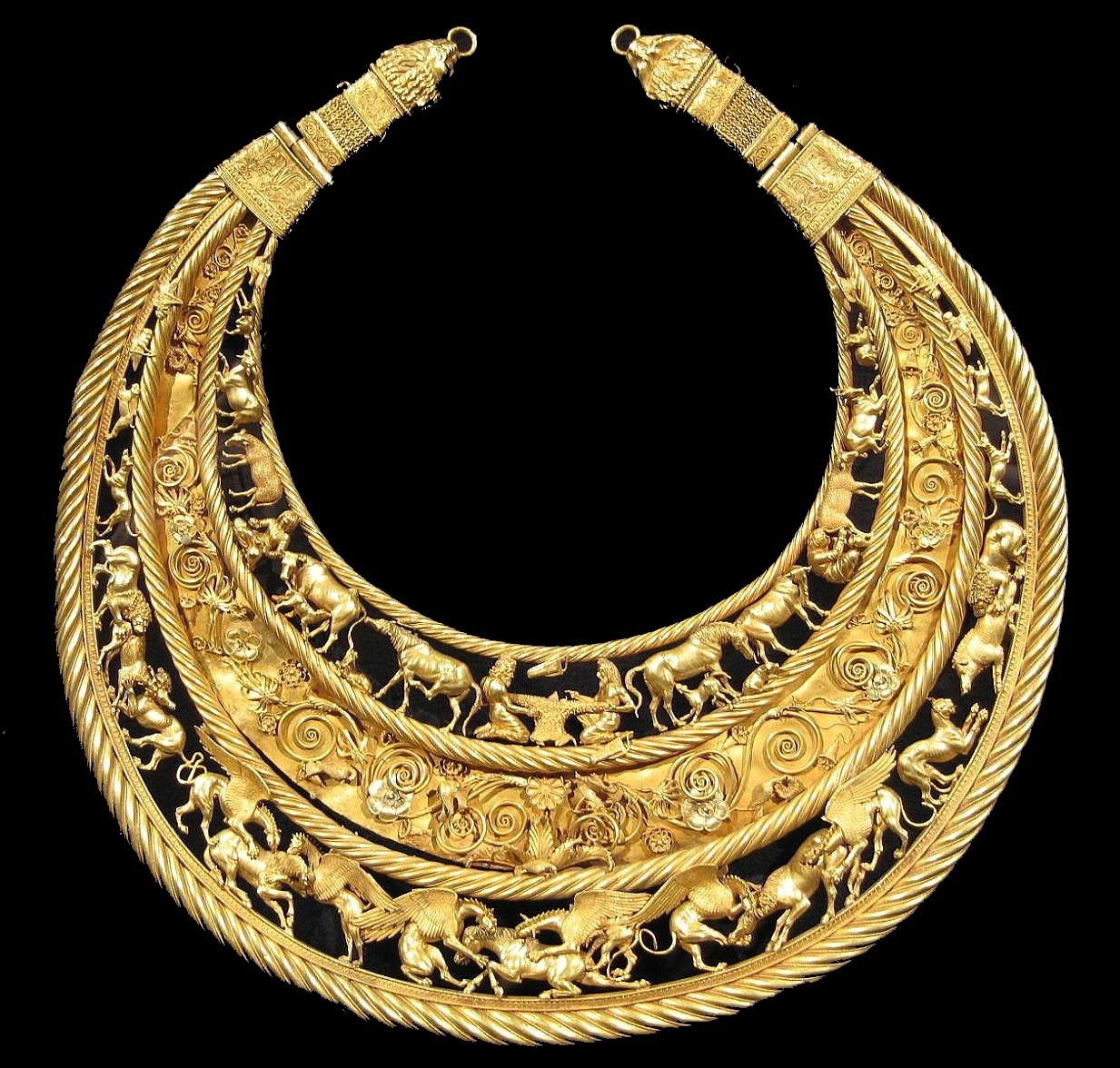
Пектораль із Товстої Могили

На аверсі нижньої монети у складі ромба розміщено: угорі — малий Державний Герб України, ліворуч від якого напис «УКРАЇНА», праворуч — рік карбування монети «2019», фрагмент нижнього ярусу пекторалі — зображення сцени терзання коня грифоном, під крилами якого ліворуч — логотип Банкнотно-монетного двору Національного банку України, маса монети в чистоті «31,1» та позначення металу і проби «Ag 999», унизу на тлі фрагмента рослинного орнаменту із середнього ярусу пекторалі — номінал «10/ГРИВЕНЬ».

### Реверс
На реверсі нижньої монети у складі ромба зображено стилізований триярусний фрагмент пекторалі (локальна позолота), під яким півколом на матовому тлі, що символізує ґрунт, розміщено написи: «СКІФСЬКА/ЗОЛОТА ПЕКТОРАЛЬ/КУРГАН ТОВСТА МОГИЛА».

## Автори

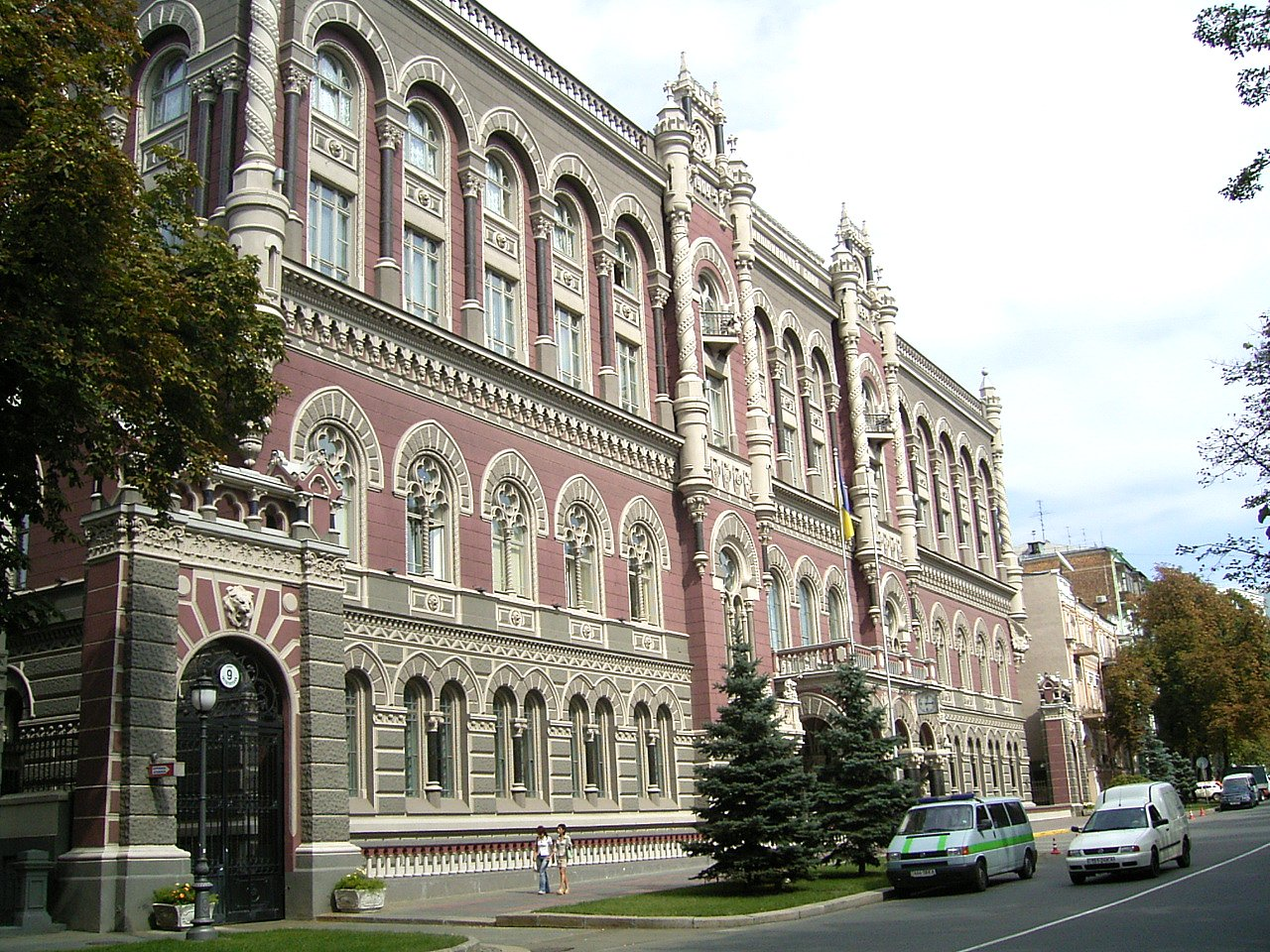
Будівля Національного банку України

- Художник — Фандікова Наталія.
- Скульптори: Демяненко Анатолій, Дем'яненко Володимир, Андріянов Віталій (програмне моделювання).

## Вартість монети
Під час введення монети в обіг 2019 року Національний банк України реалізовував монету через свої філії за ціною 1119 гривень (вартість набору 4 монет становила понад 4000 грн).
Фактична приблизна вартість монети, з роками змінювалася так:
| Рік        | 2020  | 2021  | 2022  | 2023  | 2024  | 2025   |
| ---------- | ----- | ----- | ----- | ----- | ----- | ------ |
| Ціна, грн. | 2 500 | 1 750 | 2 000 | 3 900 | 8 800 | 11 100 |